# Шоу Трумена
«Шоу Трумена» (англ. The Truman Show) — американський сатиричний фільм 1998 року з Джимом Керрі у головній ролі. Українською мовою фільм було перекладено й озвучено ТО «Цікава ідея» на замовлення toloka.to. На 1 березня 2024 року фільм займав 140-ву позицію у списку 250 кращих фільмів за версією IMDb

## Сюжет
Фільм починається з інтерв'ю режисера всесвітньо відомого «Шоу Трумена» і його акторів. Шоу відоме щирістю і невимушеністю головного героя — Трумена Бербанка, за щоденним життям якого спостерігають глядачі.
Трумен уже багато років живе в місті Сіхейвен і не бажає його покидати. Коли він був дитиною, його батько потонув на його очах, відтоді Трумен боїться подорожувати, особливо водою. Цій фобії сприяють фільми й новини, які закликають сидіти вдома, насолоджуючись спокійним життям. Однак одного разу він вирішує поїхати в подорож на Фіджі з дружиною Меріл, та вона відмовляється, посилаючись на дороговизну поїздки. Пізніше Трумен помічає на вулиці свого батька, одягненого як волоцюгу, але той тікає. Бербанк вирішує розпитати матір про своє минуле, думаючи, що батько вижив, або в нього був близнюк. Та матір стверджує, що чоловік ввижається і їй через тугу за ним, і це нормально.
Переглядаючи старі речі, Трумен пригадує, як колись закохався в дівчину Сильвію, проте загадкові збіги обставин стали на заваді їхнім стосункам. Перед тим як зникнути, Сильвія встигла розповісти, що світ навколо — декорації, а люди — актори. Трумен усе частіше помічає дивні події навколо, ніби за ним стежать, і думає, що це через батька. Він ділиться спостереженнями зі своїм найкращим другом, Марлоном; той підбадьорює Трумена. Бербанк зізнається йому, що потай від усіх хоче поїхати з міста, щоб побачити світ.
Трумен намагається виїхати на автобусі, та він ламається. Коли він збирається купити квитки на літак, виявляється, що всі розкуплено на місяць уперед, чого очевидно не могло статися. Він зауважує, як люди навколо лише зображають своє життя, тому наважується виїхати з дружиною з міста в подорож негайно. Але куди б вони не їхали, шлях перегороджують затори. Трумен вдає, наче змирився з долею і повертається. Невдовзі Трумен, побачивши, як затори самі собою зникли, продовжує втечу. На заваді стає міст через протоку, який він не може перетнути з причини своєї фобії. Закривши очі, Трумен не лишає Меріл вибору, крім як взятися за кермо і провести авто далі. Тоді за містом оголошують карантинну зону, пояснюючи це аварією на ядерному об'єкті. Трумену доводиться повернутися додому і більше жоден транспорт не може його вивезти з Сіхейвена.
Керівник «Шоу Трумена» Крістоф розповідає в інтерв'ю, як Трумена було обрано з-поміж 5 сиріт для шоу, присвяченому їх подальшому життю. «Шоу Трумена» транслюється 24 години на добу, приносячи величезні прибутки завдяки прихованій рекламі. У прямий ефір Крістофу телефонує Лорен, що грала роль Сильвії, звинувачуючи режисера в неетичності шоу. Той відповідає, що якби Трумен дійсно хотів покинути створений для нього затишний світ, йому ніхто б не завадив.
Трумен стає дратівливим, його стосунки з Меріл псуються. Вона врешті не витримує і каже на камеру, що більше не може працювати в шоу. Трумен намагається довідатися від неї, що коїться в місті, але розмову перериває друг Трумана Мерлон з пропозицією випити пива.
Запам'ятавши, де стоять телекамери, Трумен вночі тікає і переховується. На його пошуки вирушають усі актори й Крістоф призупиняє трансляцію. Він наказує ввімкнути освітлення, попри ніч, і Трумена вдається вистежити на яхті. Крістоф сподівається на страх Трумена перед водою, однак, той долає фобію та вирушає до свободи через море. Крістоф влаштовує шторм, у якому Трумен ледве не тоне. На свій подив, Бербанк опиняється біля стінки купола, забарвленого в колір неба, й усвідомлює, що під куполом стоїть все його рідне місто з околицями. Побачивши сходи, Трумен опиняється за лаштунками шоу. Крістоф намагається віднадити його від утечі в реальний світ, зображаючи його таким же брехливим, як і світ «Шоу Трумена». Та Бербанк впевнено йде до мети, на камеру прощаючись із глядачами, на розвагу яких жив понад 30 років. Публіка в захопленні від його вибору, а Сильвія, бачачи це, вибігає йому назустріч.
Двоє обивателів, засмучені зникненням улюбленого шоу, вирішують подивитися по телевізору щось інше.

## У ролях
- Джим Керрі — Трумен Бербанк
- Лора Лінні — Меріл, дружина Трумена
- Ед Гарріс — Крістоф, керівник шоу
- Ноа Еммеріх — Марлон, найкращий друг Трумена
- Наташа Мак-Елгон — Лорен (Сильвія), колишня дівчина Трумена
- Браян Делейт — батько Трумена
- Холланд Тейлор — мати Трумена
- Пол Джаматті — Саймон
- Пітер Краузе — Лоренс, бос Трумена
- Джоель МакКіннон Міллер — працівник у гаражі

## Нагороди й номінації
Загалом фільм отримав 29 нагород і був номінований ще на 34, зокрема:
- Оскар:
  - найкращий актор другого плану (номінація)
  - найкраща режисура (номінація)
  - найкращий оригінальний сценарій (номінація)
- BAFTA:
  - найкращий технологічний процес
  - найкращий оригінальний сценарій
  - нагорода Девіда Ліна за режисуру
  - найкращий фільм (номінація)
  - найкраща операторська робота (номінація)
  - найкращий актор другого плану (номінація)
  - найкращі спецефекти (номінація)
- Європейський кіноприз
- Золотий глобус:
  - найкраща музика
  - найкращий актор (Джим Керрі)
  - найкращий актор другого плану (Ед Харріс)
  - найкраща режисура (номінація)
  - найкращий фільм-драма (номінація)
  - найкращий оригінальний сценарій (номінація)